# Mpombo
Mpombo est un village de la Région du Littoral du Cameroun, situé dans la commune d'Édéa IIe. Il est situé sur la route qui lie Edéa à la ferme suisse puis vers Mpombo.

## Population et développement
En 1967, la population de Mpombo était de 61 habitants. La population de Mpombo était de 37 habitants dont 17 hommes et 20 femmes, lors du recensement de 2005. Elle est essentiellement composée de Bakoko. 